# Thank You (Dido-Lied)
Thank You (englisch für „Danke“) ist ein Lied der britischen Popsängerin Dido aus dem Jahr 1998, das im Jahr 2000 durch ein Sample in Stan (Eminem feat. Dido) größere Bekanntheit erlangte. Das Stück erschien als dritte Singleauskopplung aus ihrem Debütalbum No Angel.

## Entstehung und Artwork
Thank You wurde gemeinsam von Dido Armstrong sowie dem Londoner Liedtexter und Musikproduzenten Paul Philip Herman geschrieben. Produziert wurde das Stück durch Dido selbst, zusammen mit ihrem Bruder Rollo Armstrong. Letzterer zeichnete sich darüber hinaus für die Programmierung zuständig. Die Abmischung geschah unter der Leitung des Briten Phill Brown. Das Mastering tätigte der US-Amerikaner Tom Coyne. Aufgenommen wurde das Lied gemeinsam durch Goetz Botzenhardt und Dido. Für die Instrumentation wurden unter anderem Mark Bates am Keyboard sowie dem Piano, Herman an der Gitarre und Mal Hyde-Smith an den Percussions engagiert. Die Aufnahmen und Produktionsarbeiten erfolgten in den Londoner Church Studios sowie in den Deep Dish Studios in Maryland.
Auf dem Frontcover der Single ist lediglich – neben Künstlernamen und Liedtitel – das Gesicht von Dido zu sehen. Die Fotografie stammt vom britischen Fotografen Simon Emmett, das Coverartwork vom ebenfalls aus Großbritannien stammenden Richard Andrews. Auf einem alternativen Coverbild zur ersten Promo-Single in den Vereinigten Staaten ist ebenfalls nur das Gesicht von Dido zu sehen; jedoch ist dieses Bild eher in dunkleren Farbtönen gehalten, während das zur offiziellen Single in hellen Farbtönen gehalten ist. Die Fotografie hierzu stammt vom US-amerikanischen Fotografen Frank Ockenfels, das Artwork von Jeff Schulz.

## Veröffentlichung und Promotion
Die Erstveröffentlichung von Thank You erfolgte als Promo-Single in den Vereinigten Staaten 1998. Am 1. Juni 1999 erschien das Stück auf Didos Debütalbum No Angel. Zwei Jahre später, nach dem zwischenzeitlichen Erfolg der Adoption Stan, wurde Thank You am 21. Mai 2001 als dritte Singleauskopplung aus Didos Debütalbum No Angel veröffentlicht. Die Single wurde unter dem Musiklabel BMG Rights Management veröffentlicht und vertrieben sowie unter anderem durch Cheeky Music, EMI Blackwood Music, Submarine Music und Warner/Chappell Music verlegt. Die Single erschien in diversen verschiedenen Formaten, die sich regional durch die Auswahl und die Anzahl der B-Seiten unterscheiden. Als herkömmliche B-Seite beinhalten manche Singles das Lied Call Out Research Hook. Des Weiteren finden sich als B-Seiten Remixversionen des US-amerikanischen DJ-Duos Deep Dish oder des britischen DJs Skinny wieder. Am 14. März 2013 erschien eine Akustikversion zum kostenlosen Download über Didos Facebook-Profil. Die Aufnahme entstand in den Londoner Abbey Road Studios im Dezember 2012. Dido veröffentlichte bereits eine Akustikversion des Stücks als B-Seite einer Promo-Single in Brasilien 2001. 2023 veröffentlichte Dido zusammen mit Dimitri Vegas & Like Mike, Tiësto und dem DJ-Duo W&W eine weitere Remixversion, die als digitale Einzeltrack-Single erschien.
1998 war Thank You Teil des Soundtracks zum britisch-US-amerikanischen Liebesdrama Sie liebt ihn – sie liebt ihn nicht von Regisseur Peter Howitt.

## Inhalt
Der Liedtext zu Thank You ist in englischer Sprache verfasst. Der Titel bedeutet ins Deutsche übersetzt so viel wie „Danke“. Die Musik und der Text wurden gemeinsam von Dido und Paul Philip Herman geschrieben beziehungsweise komponiert. Das Stück beinhaltet ein Schlagzeug-Sample aus Dexter Wansel Theme from the Planets aus dem Jahr 1976. Musikalisch bewegt sich das Lied im Bereich des Downtempo sowie der Popmusik. Das Tempo beträgt 80 Schläge pro Minute. Die Strophen des Liedes sind in gis-Moll geschrieben, während der Refrain in H-Dur ist. Die Komposition folgt einer Progression von G♯m – Emaj7 – F♯ – B – F♯/A♯. Didos Stimmlage erstreckt sich während des Liedes von F♯3 bis B4. Aufgebaut ist das Lied auf drei Strophen und einem Refrain. Das Stück beginnt mit der ersten Strophe, an die sich die zweite Strophe anschließt. Auf die zweite Strophe folgt erstmals der Refrain. Nach dem Refrain erfolgt die dritte Strophe, ehe das Lied mit dem zweiten, sich wiederholenden Refrain endet.
| “And I want to thank you. For giving me the best day of my life. Oh, just to be with you. Is having the best day of my life.” – Refrain, Originalauszug | „Ich will dir an dieser Stelle Danke sagen, Dafür, dass du mir den schönsten Tag meines Lebens geschenkt hast. Und das immer wieder tust. Weil jeder Tag mit dir der schönste Tag meines Lebens ist.“ – Refrain, Übersetzung |

## Musikvideo
Das Musikvideo zu Thank You feierte seine Premiere in den Vereinigten Staaten im Januar 2001. Das Video zeigt Dido, die aufgrund nicht beglichener Rechnungen ihr kleines Haus, inmitten vieler Hochhäuser räumen und zum Abriss freigeben muss. Zunächst bekommt sie Besuch von Beamten, die ihr die Räumungsklage übergeben wollen, doch Dido öffnet ihnen nicht. Kurz darauf erscheinen diese mit einem Abriss- und Räumungsteam wieder und öffnen gewaltsam die Haustür. Während das Haus enträumt wird, zeigt sich Dido unbeeindruckt beziehungsweise beachtet die Menschen um sie herum nicht. Sie zieht sich in Ruhe an, genehmigt sich noch einen Tee und schaut aus dem Fenster. Am Ende wird sie, gegen ihren Willen, durch die Beamten aus der Wohnung geführt. Sie steht inmitten ihrer Möbel, während sie dem Abriss zuschaut. Das Video endet mit Dido, die alleine mit einer Umhängetasche, einem Regenschirm und einen Haartrockner den Ort verlässt. Die Gesamtlänge des Videos beträgt 3:13 Minuten. Regie führte der US-amerikanische Regisseur Dave Meyers. Bis Dezember 2022 zählte das Video über 285 Millionen Aufrufe bei YouTube.

## Mitwirkende
| Liedproduktion - Dido Armstrong: Gesang, Komponist, Liedtexter, Musikproduzent, Tonmeister - Rollo Armstrong: Musikproduzent, Programmierung - Mark Bates: Keyboard, Piano - Goetz Botzenhardt: Tonmeister - Phill Brown: Abmischung - Tom Coyne: Mastering - Paul Philip Herman: Gitarre, Komponist, Liedtexter - Mal Hyde-Smith: Perkussion Artwork - Richard Andrews: Artwork (Cover/Single) - Simon Emmett: Fotograf (Cover/Single) - Dave Meyers: Regisseur (Musikvideo) - Frank Ockenfels: Fotograf (Cover/Promo) - Jeff Schulz: Artwork (Cover/Promo) | Unternehmen - BMG Music Publishing: Vertrieb - BMG Rights Management: Musiklabel - Cheeky Music: Verlag - The Church Studios: Tonstudio (Abmischung, Tonaufnahme) - Deep Dish Studios: Tonstudio (Abmischung, Engineering) - EMI Blackwood Music: Verlag - Submarine Music: Verlag - Warner/Chappell Music: Verlag |

## Rezeption

### Auszeichnungen
2002 wurde Deep Dishs „Vocal Remix“ zu Thank You mit einem Grammy in der Kategorie „Best Remixed Recording, Non-Classical“ ausgezeichnet. Damit setzte sich das Stück unter anderem gegen I Feel Loved (Danny Tenaglia Labor of Love Mix) (Danny Tenaglia) und Soul Shakedown (Silk’s Downunder Mix) (Steve Hurley) durch.

### Rezensionen
Armin Linder von Plattentests.de bewertete das Album No Angel mit sechs von zehn Punkten, wobei er Thank You – neben Here with Me und Isobel – als eines von drei „Highlights“ hervorhob. Er ist der Meinung, dass man Dido in Zukunft an den Textteilen „My tea’s gone cold / I’m wondering why I got out of bed at all …“ (englisch für „Mein Tee ist kalt geworden / Ich frage mich, warum ich überhaupt aus dem Bett gestiegen bin …“) messen würde.

## Kommerzieller Erfolg

### Chartplatzierungen
Thank You erreichte in Deutschland Rang 41 der Singlecharts und konnte sich neun Wochen in den Charts platzieren. In Österreich erreichte die Single in zehn Chartwochen mit Rang 25 seine höchste Chartnotierung, in der Schweiz in 19 Chartwochen mit Rang 16. Im Vereinigten Königreich erreichte Thank You Position drei und hielt sich zwei Wochen in den Top 10 sowie zehn Wochen in der Hitparade. In den Vereinigten Staaten erreichte die Single ebenfalls Position drei und hielt sich elf Wochen in den Top 10 sowie 39 Wochen in den Billboard Hot 100. In den Jahrescharts belegte die Single Position 78 im Vereinigten Königreich und Position acht in den Vereinigten Staaten.
Für Dido als Interpretin ist dies nach Stan und Here with Me jeweils der dritte Charterfolg in Deutschland, Österreich und der Schweiz. In ihrer Heimat rangiert die Single bereits zum vierten Charterfolg und in den Vereinigten Staaten nach Stan zum Zweiten. Im Vereinigten Königreich erreichte sich nach Stan und Here with Me zum dritten Mal die Top 10 als Interpretin. In den USA erreichte sie hiermit zum einzigen Mal in ihrer Karriere die Top 10. Als Autorin erreichte sie hiermit zum fünften Mal die britischen Singlecharts, jeweils zum vierten Mal die Charts in Deutschland, Österreich und der Schweiz sowie zum zweiten Mal in den Vereinigten Staaten. Im Vereinigten Königreich erreichte sich nach Stan und Here with Me zum dritten Mal die Top 10 als Autorin. In den USA ist dies die einzige Autorenbeteiligung die die Top 10 erreichte. Als Produzentin erreichte Dido hiermit nach No Angel und Here with Me zum dritten Mal die Charts in ihrer Heimat, jeweils zum zweiten Mal nach Here with Me in Deutschland, Österreich und Schweiz sowie erstmals in den USA. Im Vereinigten Königreich ist Thank You nach Here with Me die zweite Produktion, die sich in den Top 10 platzieren konnte. In den Vereinigten Staaten erreichte sie hiermit zum einzigen Mal in ihrer Karriere die Top 10 als Produzentin.
| ChartsChartplatzierungen       | Höchstplatzierung | Wochen |
| ------------------------------ | ----------------- | ------ |
| Deutschland (GfK)              | 41 (9 Wo.)        | 9      |
| Österreich (Ö3)                | 25 (10 Wo.)       | 10     |
| Schweiz (IFPI)                 | 16 (19 Wo.)       | 19     |
| Vereinigte Staaten (Billboard) | 3 (39 Wo.)        | 39     |
| Vereinigtes Königreich (OCC)   | 3 (10 Wo.)        | 10     |

| ChartsJahrescharts (2001)      | Platzierung |
| ------------------------------ | ----------- |
| Vereinigte Staaten (Billboard) | 8           |
| Vereinigtes Königreich (OCC)   | 78          |

Am 19. Januar 2024 konnte der Remix mit Dimitri Vegas & Like Mike, Tiësto und W&W separat auf Rang 84 in die deutschen Singlecharts einsteigen und erreichte mit Rang 16 seine Bestplatzierung. Bereits zwei Wochen vor dem Einstieg erreichte es die Chartspitze der Single-Trend-Charts (5. Januar 2024). Darüber hinaus erreichte die Neuauflage Rang 98 der deutschen Airplaycharts.
| ChartsChartplatzierungen     | Höchstplatzierung | Wochen |
| ---------------------------- | ----------------- | ------ |
| Deutschland (GfK)            | 16 (… Wo.)        | …      |
| Österreich (Ö3)              | 14 (65 Wo.)       | 65     |
| Schweiz (IFPI)               | 14 (45 Wo.)       | 45     |
| Vereinigtes Königreich (OCC) | 50 (26 Wo.)       | 26     |

| ChartsJahrescharts (2024) | Platzierung |
| ------------------------- | ----------- |
| Deutschland (GfK)         | 17          |
| Österreich (Ö3)           | 19          |
| Schweiz (IFPI)            | 36          |

### Auszeichnungen für Musikverkäufe
2006 wurde das Original in den Vereinigten Staaten mit einer Goldenen Schallplatte für über 500.000 verkaufte Einheiten ausgezeichnet. 2023 folgte Platin im Vereinigten Königreich, nachdem die Single zuvor im Jahr 2013 Silber-Status sowie 2020 Gold-Status erlangte. Die Single erhielt weltweit zwei Goldene sowie eine Platin-Schallplatte und verkaufte sich gemäß den Schallplattenauszeichnungen zufolge über 1,1 Millionen Mal.
| Land/Region                  | Auszeichnungen für Musikverkäufe (Land/Region, Auszeichnung, Verkäufe) | Verkäufe  |
| ---------------------------- | ---------------------------------------------------------------------- | --------- |
| Spanien (Promusicae)         | Gold                                                                   | 30.000    |
| Vereinigte Staaten (RIAA)    | Gold                                                                   | 500.000   |
| Vereinigtes Königreich (BPI) | Platin                                                                 | 600.000   |
| Insgesamt                    | 2× Gold · 1× Platin ·                                                  | 1.130.000 |

| Land/Region                  | Auszeichnungen für Musikverkäufe (Land/Region, Auszeichnung, Verkäufe) | Verkäufe  |
| ---------------------------- | ---------------------------------------------------------------------- | --------- |
| Belgien (BRMA)               | 3× Platin                                                              | 60.000    |
| Dänemark (IFPI)              | Platin                                                                 | 90.000    |
| Deutschland (BVMI)           | Platin                                                                 | 600.000   |
| Frankreich (SNEP)            | Platin                                                                 | 200.000   |
| Italien (FIMI)               | Gold                                                                   | 50.000    |
| Kanada (MC)                  | Gold                                                                   | 40.000    |
| Österreich (IFPI)            | Platin                                                                 | 30.000    |
| Polen (ZPAV)                 | 2× Platin                                                              | 100.000   |
| Schweiz (IFPI)               | Platin                                                                 | 30.000    |
| Spanien (Promusicae)         | Gold                                                                   | 30.000    |
| Vereinigtes Königreich (BPI) | Gold                                                                   | 400.000   |
| Insgesamt                    | 4× Gold · 10× Platin ·                                                 | 1.630.000 |

## Coverversionen und Samples

### Eminem feat. Dido
Das Lied Stan vom US-amerikanischen Rapper Eminem basiert auf einem Sampling von Thank You beziehungsweise der Refrain basiert darauf. Die erste Strophe aus Thank You bildet den Refrain von Stan. Eminem nahm das Stück gemeinsam mit Dido auf, die auch nur ihre ursprünglichen Teile im Refrain singt, während Eminem neu getextete Strophen rappt. Inhaltlich geht es in dem Lied um einen fanatischen, obsessiven und übereifrigen Anhänger. Die Strophen werden von Eminem in Briefform dargeboten und beschreiben den fiktiven Briefverkehr zwischen ihm und einem von ihm besessenen Fan. Das Stück erschien zunächst auf Eminems dritten Studioalbum The Marshall Mathers LP am 19. Mai 2000, später erschien Stan als dritte Singleauskopplung des Albums am 20. November 2000. Im dazugehörigen Musikvideo spielt Dido die schwangere Freundin des Protagonisten „Stan“. Die Rolle von Stan übernahm der kanadische Schauspieler Devon Sawa. Inhaltlich konzentriert sich das Video vor allem auf die visuelle Umsetzung des Inhalts des Liedes. Die Gesamtlänge des zensierten Videos beträgt etwa sechs Minuten, die der unzensierten Version über acht Minuten. Regie führten Philip G. Atwell und Dr. Dre. Bis Dezember 2022 zählte das Video über 119 Millionen Aufrufe bei YouTube.
Die Single erreichte unter anderem die Chartspitze in Deutschland (1 Woche), Österreich (3 Wochen), der Schweiz (7 Wochen) sowie dem Vereinigten Königreich (1 Woche). In den Vereinigten Staaten erreichte Stan Position 51 der Billboard Hot 100. Schallplattenauszeichnungen zufolge verkaufte sich die Single über 7,4 Millionen Mal und erhielt sechs Goldene sowie 14 Platin-Schallplatten. Das Musikmagazin Rolling Stone wählte Stan auf Platz 290 seiner „Liste der 500 besten Songs aller Zeiten“. Das Musikvideo wurde mit einem MuchMusic Video Award ausgezeichnet. 17 Jahre nach der eigentlichen Veröffentlichung wurde das Wort „Stan“ ins englischsprachige Oxford-Wörterbuch aufgenommen. Als Erklärung dient folgender Satz: „‘Stan’ ist ein Nomen und beschreibt einen obsessiven und übereifrigen Fan eines Prominenten.“
| “My tea’s gone cold I’m wondering why I, got out of bed at all, the morning rain clouds up my window, and I can’t see at all, and even if I could it’ll all be gray, put your picture on my wall, it reminds me, that it’s not so bad. It’s not so bad.” – Refrain, Originalauszug | „Mein Tee ist kalt geworden. Ich frage mich, warum ich überhaupt aus dem Bett gestiegen bin. Der Morgenregen trübt mein Fenster und ich kann überhaupt nicht sehen; und selbst wenn ich könnte, wäre alles grau. Hänge dein Bild an meine Wand, es erinnert mich daran, dass es nicht so schlimm ist. Es ist nicht so schlecht.“ – Refrain, Übersetzung |

### VIZE & Felix Jaehn
2020 veröffentlichten der deutsche DJ Felix Jaehn und das deutsche DJ-Duo VIZE eine Coverversion von Thank You mit dem Titel Thank You [Not So Bad]. Der Gesang stammt dabei von der deutschen Popsängerin Leony, die bei der offiziellen Interpretenangabe jedoch nicht aufgeführt wird. Das Stück greift, wie auch Stan, die erste Strophe von Thank You auf. Das Lied besteht lediglich aus dieser einen Strophe, die sich insgesamt sechsmal wiederholt. An der Komposition oder dem Liedtext wurde nichts verändert, so dass nach wie vor Dido und Herman die einzigen Urheber des Stücks sind. Jaehn selbst sieht das Stück als eine Art „Dankeschön“ für seine Fans, die ihn die letzten fünf Jahre seit seinem Durchbruch mit Cheerleader unterstützt haben. Produziert wurde die Single durch Jaehn und das VIZE-Mitglied Vitali Zestovskih, als zusätzlicher Produzent (Additional Producer) stand ihnen Mark Becker zur Seite. Beide zeichneten sich auch für die Instrumentation, in Form von Keyboards, zuständig. Zusammen mit dem österreichischen Tontechniker Nikodem Milewski tätigten sie ebenfalls die Programmierung des Liedes. Milewski zeigte sich darüber hinaus für das Mastering verantwortlich. Jaehn und VIZE wirken lediglich an der Produktionsarbeit mit, der Gesang stammt von der deutschen Sängerin Leonie Burger. Thank You [Not So Bad] erschien als Single am 7. Februar 2020 – unter dem Musiklabel Virgin Records – zum Download und Streaming.
Die Single erreichte in Deutschland innerhalb von 18 Chartwochen mit Rang 71 seine höchste Notierung in den Singlecharts. Im April 2021 wurde die Single für 200.000 verkaufte einheiten in Deutschland mit einer Goldenen Schallplatte ausgezeichnet. In Österreich erreichte die Single Position 62 und platzierte sich sieben Wochen in den Charts. Für Jaehn als Interpret ist dies, inklusive des Charterfolgs mit seinem Musikprojekt Eff, der 16. Charterfolg in Deutschland sowie der 14. in Österreich. Als Musikproduzent erreichte Jaehn hiermit zum 15. Mal die Charts in Deutschland und zum 13. Mal in Österreich. Das Musikprojekt VIZE erreichte mit Thank You [Not So Bad] zum fünften Mal die deutschen Singlecharts und zum sechsten Mal die Charts in Österreich. Zestovskih erreichte in seiner Produzententätigkeit zum achten Mal die Charts in Deutschland sowie zum sechsten Mal in Österreich.
| ChartsChartplatzierungen | Höchstplatzierung | Wochen |
| ------------------------ | ----------------- | ------ |
| Deutschland (GfK)        | 71 (18 Wo.)       | 18     |
| Österreich (Ö3)          | 62 (7 Wo.)        | 7      |

| Land/Region        | Auszeichnungen für Musikverkäufe (Land/Region, Auszeichnung, Verkäufe) | Verkäufe |
| ------------------ | ---------------------------------------------------------------------- | -------- |
| Australien (ARIA)  | Gold                                                                   | 35.000   |
| Brasilien (PMB)    | Gold                                                                   | 20.000   |
| Dänemark (IFPI)    | Gold                                                                   | 45.000   |
| Deutschland (BVMI) | Gold                                                                   | 200.000  |
| Kanada (MC)        | Gold                                                                   | 40.000   |
| Polen (ZPAV)       | Gold                                                                   | 25.000   |
| Insgesamt          | 6× Gold ·                                                              | 365.000  |

### Weitere Coverversionen und Samples (Auswahl)
- 2004: Ed Alleyne-Johnson[62]
- 2004: Vitamin String Quartet[62]
- 2006: Bounty Killer – World Gone Crazy[62]
- 2006: Snoop Dogg – Round Here[62]
- 2013: Nipsey Hussle – 1 on 1[62]
- 2016: Anuel AA & Kendo Kaponi – Me contagie[62]
- 2016: Rihanna – Never Ending[62]
- 2020: Yves V & Ilkay Sencan feat. Emie – Not So Bad[62]
- 2022: Yung Hurn – Alleine (SW43 L33 D1do Remix)[63]